# Lasiosphaeria trames
Lasiosphaeria trames är en svampart som först beskrevs av Berk. & M.A. Curtis, och fick sitt nu gällande namn av Mordecai Cubitt Cooke. Lasiosphaeria trames ingår i släktet Lasiosphaeria och familjen Lasiosphaeriaceae.   Inga underarter finns listade i Catalogue of Life.